# 光円寺
光円寺(こうえんじ)は岐阜県飛騨市和佐保にある曹洞宗の寺院。山号は宝福山で本尊は釈迦如来である。飛騨三十三観音霊場17番札所となっている。
江戸時代初め頃、高山の素玄寺3世楽翁秀村により和佐保の小糸洞に創建される。正確な創建年代は伝わっていないが、楽翁秀村は寛永20年(1643年)に遷化しているためそれ以前の創建である。
貞享年間ないし元禄の初め頃、当寺を訪れた円空が二十五菩薩像を彫像して納めた。それまで当地は濃霧による不作に悩まされていたが、以降作柄に恵まれるようになったと伝わる。
宝暦年間に和佐保銀山が土砂崩れにより飲み込まれて多くの人命を失った。また、亡霊が出没すると噂されたため当寺を鎮魂のために現在地に移した。
その後文政4年(1821年)に8世住持の謙翁大如が伽藍の再建を果たしている。現在の伽藍は昭和33年(1958年)に再建されたものである。
円空作の二十五菩薩像は岐阜県の文化財に指定されており、平成21年(2009年)に菩薩堂が再建されている。この二十五菩薩の祭礼は毎年7月25日に行われ、豊作祈願等が行われている。